# Heeres-Munitionsanstalt Lissa

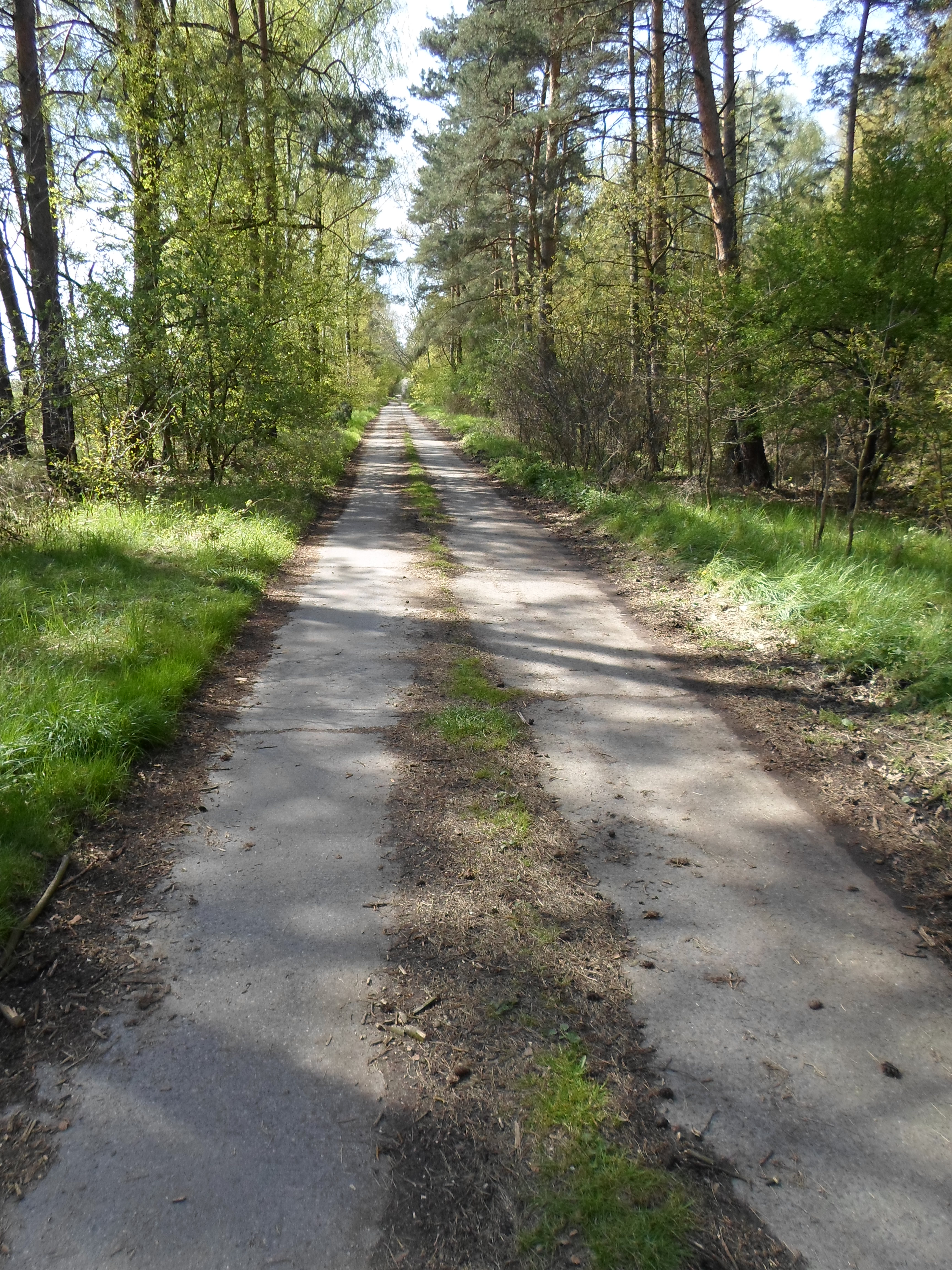
Betonowa obwodnica okrążająca cały teren obiektu

Heeres-Munitionsanstalt (Muna) Lissa – niedokończona niemiecka instalacja wojskowa z czasów II wojny światowej znajdująca się na terenie województwa wielkopolskiego, w lesie pomiędzy Lesznem i Gronówkiem.

## Charakterystyka
Heeres-Munitionsanstalten (pl. Zakłady Amunicyjne Wojsk Lądowych), w skrócie Muna, były obiektami, które służyły głównie do montażu i składowania amunicji oraz jej elementów. Następowało tu końcowe złożenie amunicji, jak również naprawa bądź demontaż amunicji zwiezionej z terenów walk. Składowano tam również gotową amunicję w oczekiwaniu na wysyłkę. Amunicja i jej elementy były montowane w budynkach obróbki amunicji, które budowane były często jako nadziemne bunkry z nasypem osłaniającym. Nasyp ten często był obsadzony drzewami celem maskowania. Przy zakładach amunicyjnych znajdowały się także własne obiekty warsztatowe, zaopatrzeniowe i urządzenia transportowe (bocznice kolejowe i sieć dróg wewnętrznych).
Zakłady amunicyjne dzieliły się, ze względów bezpieczeństwa, na wiele oddzielonych od siebie (najczęściej do przez pas leśny) obszarów funkcyjnych. Były to obszary mieszkalne i administracyjne oraz obszary produkcyjne, jak również magazyny amunicji, które obejmowały największą część zakładów. Obszar mieszkalny i administracyjny znajdował się zawsze, ze względów bezpieczeństwa, w pewnej odległości od magazynów amunicyjnych i obejmował własne osiedla robotnicze z administracją garnizonu. Podczas II wojny światowej wszystkie zakłady amunicyjne niemieckiego Wehrmachtu wykorzystywały do pracy także robotników przymusowych oraz jeńców wojennych.
Każdy rodzaj wojsk, zarówno lądowe, powietrzne, jak i morskie, posiadał własne zakłady amunicyjne W III Rzeszy. Podczas II wojny światowej działało około 370 zakładów amunicyjnych.

## Historia
Budowa obiektu rozpoczęła się jesienią 1940 roku. Początkowo przy budowie pracowali robotnicy niemieccy. W pobliskim Gronowie rozpoczęto budowę obozu noclegowego dla pracowników RAD, lecz wkrótce zmienił swoje przeznaczenie na noclegownię dla jeńców wojennych. Usypano obwałowania ziemne oraz ułożono betonową obwodnicę okalającą cały teren Muny. Oprócz tego na teren obiektu doprowadzono bocznicę kolejową z obecnej stacji Leszno Grzybowo. Powtarzające się od wiosny 1942 roku alianckie loty zwiadowcze spowodowały przerwanie prac budowlanych i zmianę przeznaczenia obiektu.
Teren przeznaczono na magazyny zdobycznej amunicji artyleryjskiej (głównie francuskiej) i strzeleckiej różnych typów i kalibrów oraz wszelaki sprzęt. W końcowym okresie wojny, w ramach przygotowań do obrony regionu i miasta, gromadzono tu również amunicję niemiecką.

## Opis obiektu

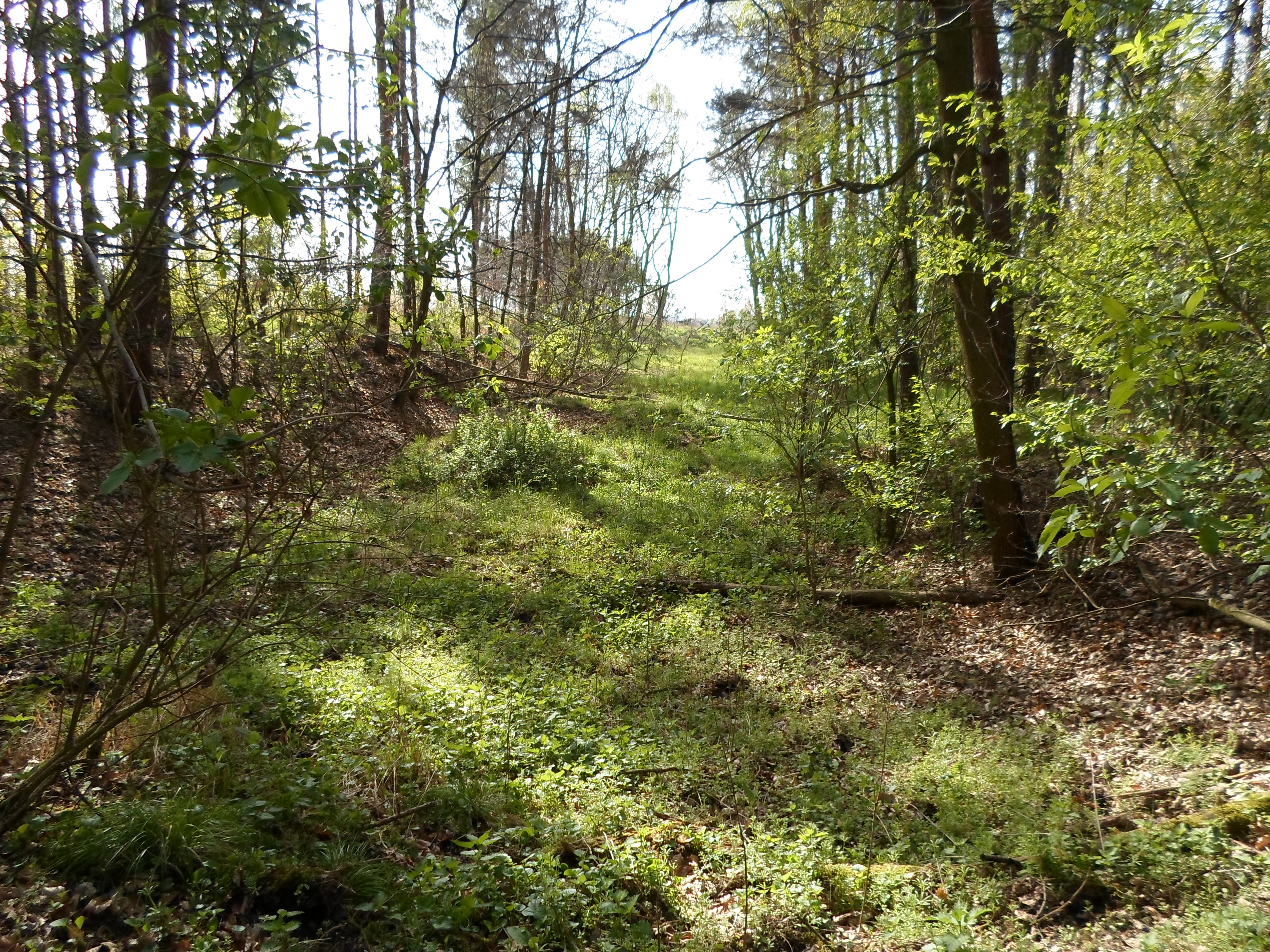
Pozostałości bocznicy kolejowej

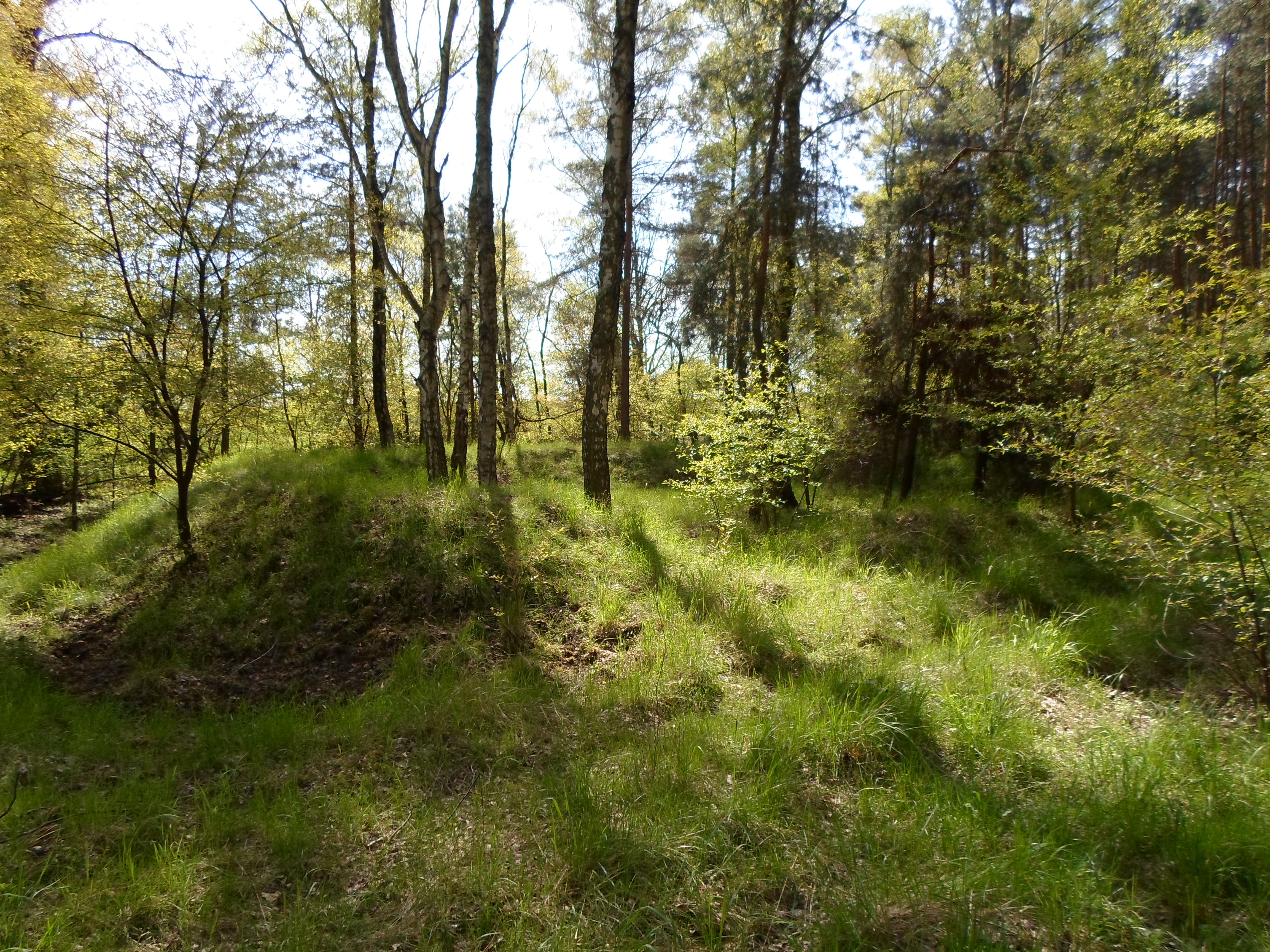
Owalne obwałowanie po magazynie amunicji

Teren magazynów otoczony był pojedynczym ogrodzeniem siatki i drutu kolczastego, którego południowy bok przylegał do linii kolejowej do Ostrowa Wielkopolskiego. Do wewnątrz można było się dostać przez trzy bramy - dwie drogowe i jedną kolejową. Obiekt dzielił się na dwie główne części – warsztatowo-magazynową i magazyn amunicji. Bezpośrednio nad linią kolejową znajdowała się cześć warsztatowa, a w niej pięć, murowanych budynków warsztatowych, w dwóch rzędach.
Na prawo od budynków wygrodzono park samochodowy. Samochody ciężarowe, osobowe, autobusy i ciągniki gąsienicowe stały w odstępach co 2-3 metry, w rzędach po 10 sztuk, przodem do wyjazdu.
Wewnątrz ogrodzonego terenu zbudowano sieć dróg komunikacyjnych, wywiercono studnię głębinową, zbudowano wieżę ciśnień i wodociągi, a w rejonie budynków magazynowych kanalizację. W małym lasku wewnątrz obiektu, przy południowej części obwodnicy, wybudowano podziemny magazyn paliwa, chroniony przez posterunek ppoż., oraz dużą latrynę dla pracowników, drugą latrynę zbudowano w pobliżu rampy kolejowej.  
Do obiektu prowadziła biegnąca wzdłuż południowego odcinka obwodnicy boczna linia kolejowa. Po południowej stronie bocznicy była rampa rozładowcza, a przy niej tymczasowy skład sprzętu. W zewnętrznym pasie ziemi między obwodnicą a ogrodzeniem stały luźno rozmieszczone, niewielkie drewniane budki magazynowe na amunicję strzelecką.
Cały teren wewnątrz betonowej obwodnicy zajmowały okrągłe baraki, w których przechowywano skrzynie z amunicją artyleryjską. Część baraków posiadała ziemne obwałowania. Baraki połączone były całą siecią dróg i liniami kolejki wąskotorowej. Teren był odkryty, jedynie na wschodnim skraju obiektu znajdowały się małe laski sosnowe.

## Stan obecny
Z leszczyńskiej Muny niewiele się zachowało. Wszelkie budynki i infrastruktura zostały całkowicie rozebrane po wojnie. Zachowały się jedynie betonowa obwodnica oraz liczne obwałowania ziemne. Poza tym cały teren został zalesiony.